# Sadaung
Sadaung est une petite ville du centre de la Birmanie située au sud-est de la Région de Sagaing, dans le district de Sagaing.  Elle se trouve au nord d'Okhnebin (en) sur la route entre Mandalay et Shwebo.

## Réferences
1. ↑  Burma 1:250,000 topographic map, Series U542, NF 46-8 Shwebo U.S. Army Map Service, March 1960